# Forks Timber Museum
Le Forks Timber Museum est un musée américain à Forks, dans le comté de Clallam, dans l'État de Washington. Consacré à la foresterie dans cette région de la péninsule Olympique, il est voisin de l'office de tourisme de la localité.